# 웻 (음악 그룹)
웻(Wet)은 미국의 인디 팝 밴드로, 뉴욕 브루클린 출신이다.

## 음반 목록
- Don't You (2016)
- Still Run (2018)

### EP
- Wet (2013)